# Carlos Sahakian
Carlos (Ardaches Armenio Արտաշես) Sahakian, nascido no 3 de agosto de 1957 em Montevidéu, é um artista visual e poeta franco-uruguaio.

## Biografia

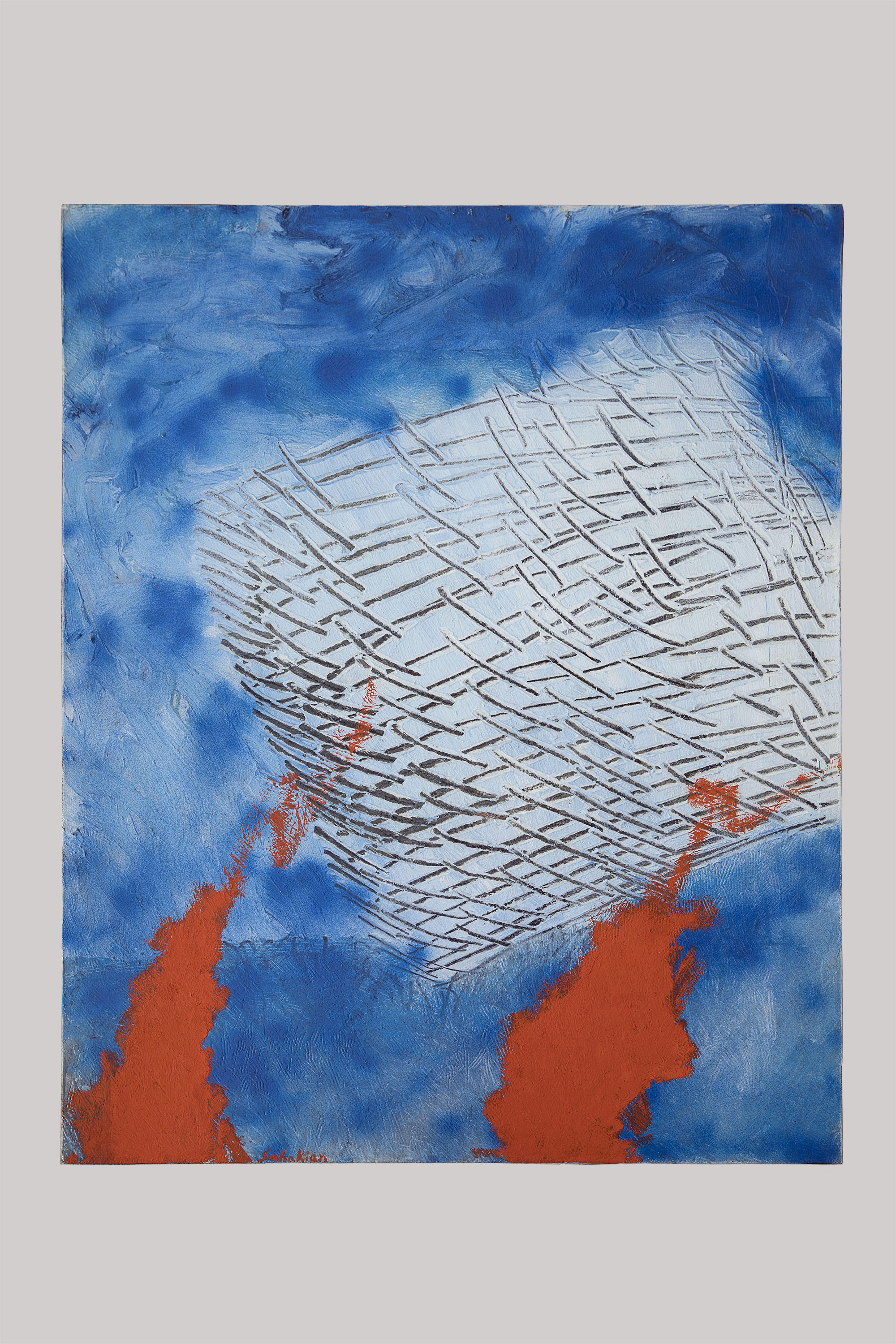
El Ombu y el espectro, pintura a óleo (90 x 120 cm), Dourdan, 2016.

Carlos Sahakian, nascido em 1957 em Montevidéu, iniciou sua formação artística com Echenique e Montiel na oficina Construcción no Uruguai. Cursou História da Arte na Universidade de Vincennes e ingressou no grupo de artistas plásticos do espaço latino-americano em Paris .
Ele participa de numerosas exposições coletivas na França, Espanha, Egito e Uruguai em particular . No início da década de 1990, duas exposições pessoais confirmaram o reconhecimento de sua pintura na França ( Conches en Ouche ) e no Uruguai ( Alliance Française ).
Desde o início, Carlos Sahakian usa principalmente a pintura a óleo. Em suas obras pintadas em Paris nas décadas de 1980 e 1990, o artista brinca com cores e texturas para dar a suas pinturas um ar nebuloso e onírico. “As obras de Carlos Sahakian são como pensamentos visuais ascendentes (...) e constituem uma série harmônica e eficiente de estruturas refinadas, de múltiplas sugestões” (Alice Gall ).
Ao mesmo tempo, sua poesia é publicada no Uruguai e na França . Sua coleção de poemas Color Hombre recebeu em 1988 o primeiro prêmio no concurso de poesia "Apartheid Basta" ("Abaixo o Apartheid") .
Segundo o poeta e ensaísta uruguaio Luis Bravo, a obra poética de Carlos Sahakian exprime uma variante do Neo-expressionismo e da vanguarda uruguaia.
Várias exposições foram organizadas pela Europa e América Latina , nomeadamente uma em Bremen em 2003, em Paris em 2012 , em Dourdan em 2017, em Lisboa em 2019 .

## Mobilização
Acolhido na França devido à ditadura militar no Uruguai, Carlos Sahakian é um artista que mobilizou-se contra os regimes autoritários na América Latina, contra o apartheid e a favor dos direitos das minorias. Vindo de uma família armênia que sobreviveu ao genocídio cometido pelo Império Otomano, Carlos Sahakian atuou pela causa armênia durante a Guerra de 2020 emAlto Carabaque. O artista mobilizou a câmara municipal do seu "eremitério" português, em Castelo de Vide, para votar uma moção de apoio à Arménia e ao Artsaqe .

Em 2014, o artista fez a doação de uma de suas pinturas à cidade de Montevidéu durante a comemoração dos 100 do Genocídio Armênio, enquanto o Uruguai se preparava para receber 20 famílias de refugiados sírios. Seu filho Matthieu e seu sobrinho Norbert foram lá no dia 2 de setembro de 2014 e conheceram a prefeita Ana Olivera. Eles leem um discurso escrito pelo artista “Há 100 anos, meus ancestrais chegaram de barco ao Uruguai, fugindo dos massacres. Talvez hoje as futuras gerações de artistas uruguaios possam ser encontradas nos aviões que se preparam para sair de Síria. Por seu compromisso com os armênios e as minorias perseguidas, eternamente grato à República Oriental do Uruguai ”.

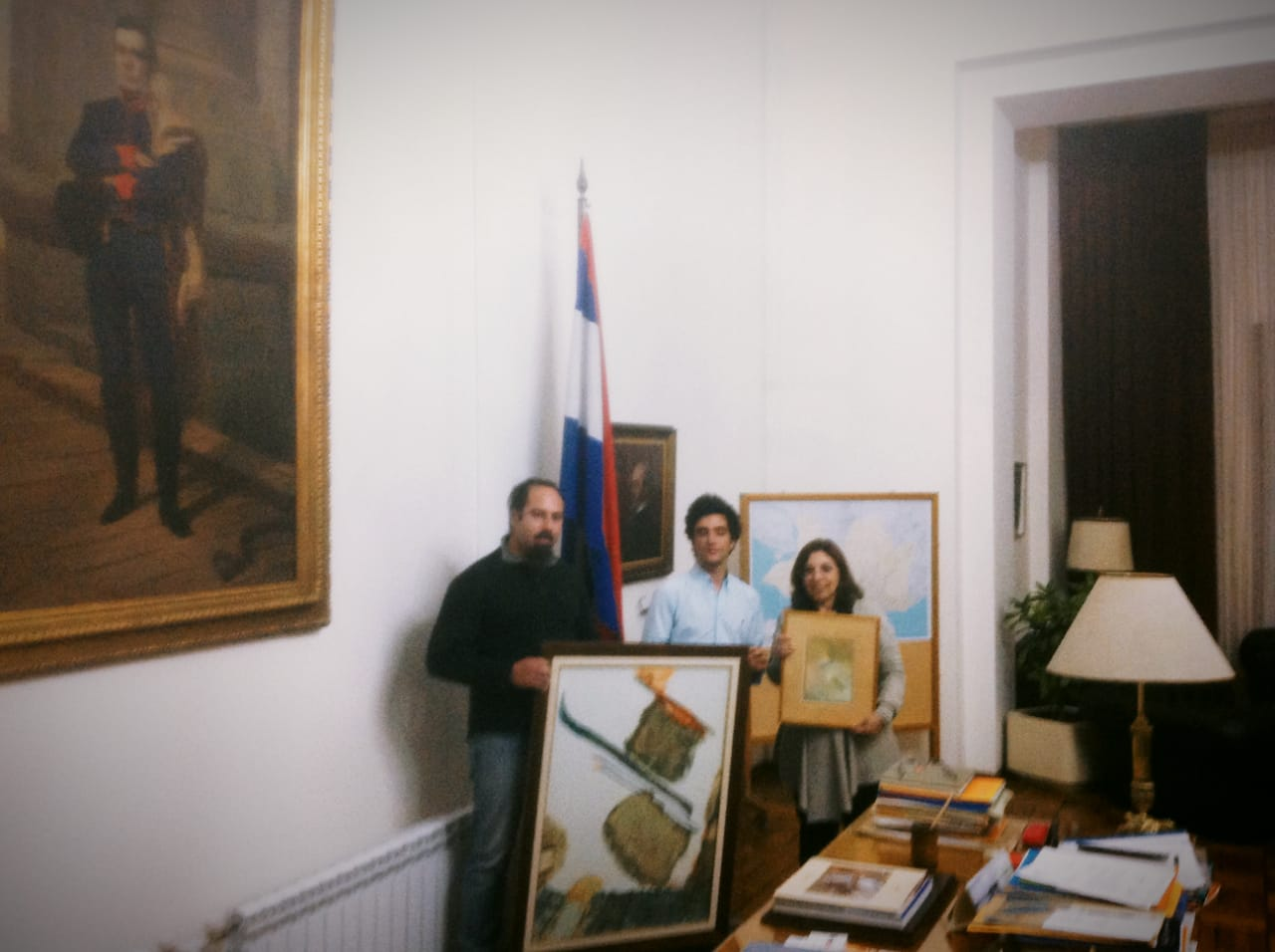
Fotografia da doação, Prefeitura de Montevidéu, 2 de setembro de 2014
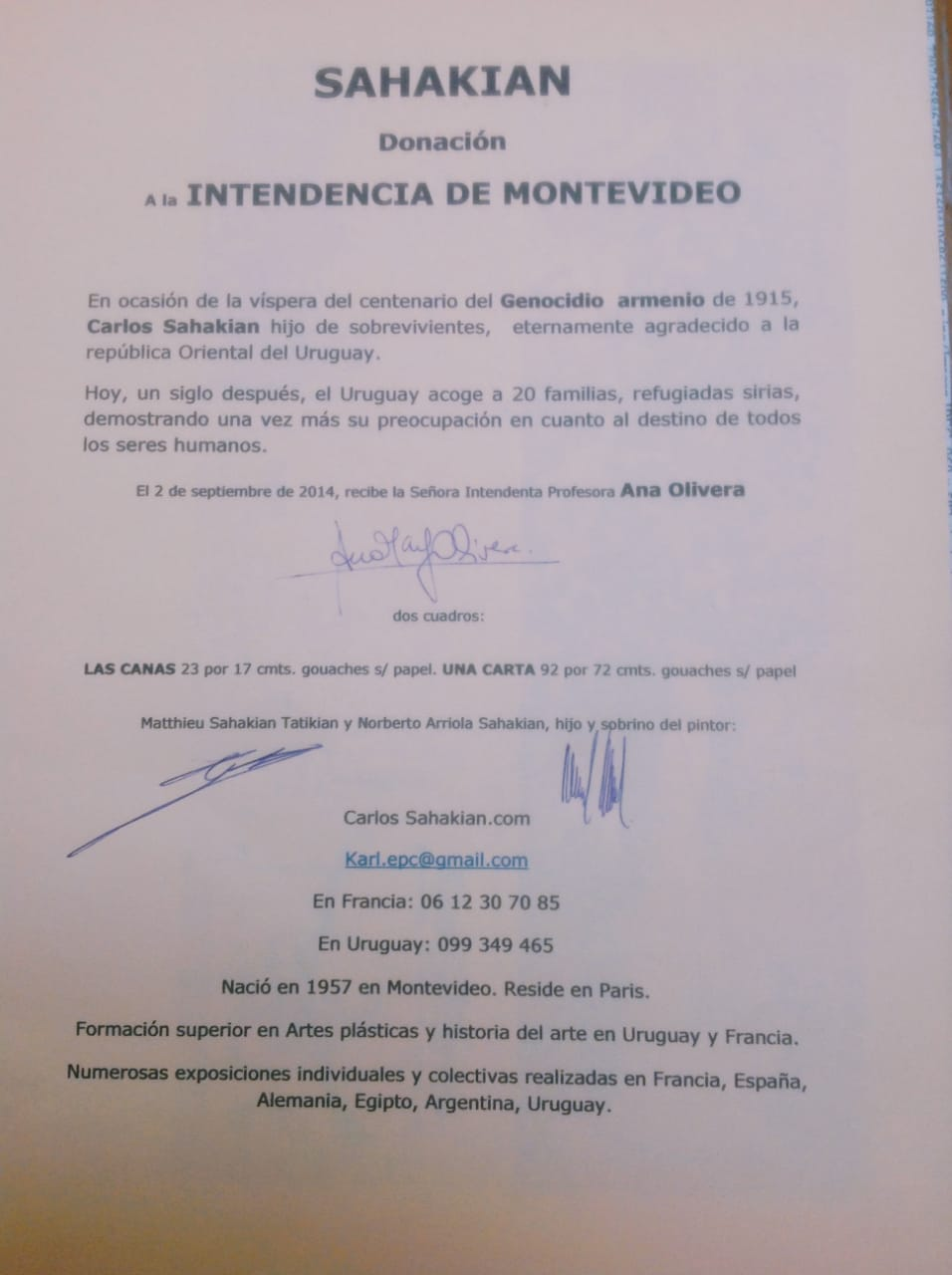
Certificado de doação, Prefeitura de Montevidéu, 2 de setembro de 2014

Já na década de 1980, Carlos Sahakian havia contribuído, durante o terremoto de 1988 que devastou várias cidades da Armênia, para uma arrecadação de fundos com artistas latino-americanos, organizando um concerto beneficente no grande anfiteatro da Sorbonne "l 'América Latina pela Armênia".

## Publicações
- Obdulie, Obdulie, Ultimo Reino (1980)
- Paris em Botella, Monte Sexto (1986)
- Color Hombre, INCLA (1988)
- Pronaos, a carpa (1990)
- Alfajias de Montevidéu, Proyeccion (1992)
- Zvartnots, Marché de la poésie (2002)